# Сплитски канал
Сплитски канал је морски канал, који се налази у Јадранском мору.
Са запада је ограничен острвом Дрвеник Вели, са севера острвом Чиово, са југа острвом Шолта, а на истоку нема природне географске границе, али као таква се може узети линија која спаја град Сплит са Сплитским вратима.
На истоку се Сплитски канал наставља у Брачки канал.